# Cabanes (Oristà)
Cabanas és una masia d'Oristà (Lluçanès) inclosa a l'Inventari del Patrimoni Arquitectònic de Catalunya.

## Descripció
Masia de planta rectangular coberta amb una teulada a dues vessants amb el carener perpendicular a la façana en el cos principal, en una ampliació posterior a llevant, la teulada és lateral a la façana.
A la façana principal trobem un portal adovellat, finestres allindades, una de les quals té la inscripció "i Es As ÿ Maria Cabanas, reedificat 1759", i un rellotge de sol.
El cos adossat al costat esquerre hi ha una entrada feta amb volta a la planta baixa i unes galeries de tres arcades de mig punt a cada un dels dos pisos de l'edifici.
Hi ha una lliça amb una llinda de grans dimensions, que junt amb la masoveria, està datada el 1875.
A la part dreta hi ha una era i cabanes.

## Història
La masia està edificada on antigament hi havia Tres Vicos, situat dintre el terme del castell d'Oristà i que consta l'any 1093.
En la masia hi ha un fons de pergamins des del 1200.
Cabanas pagava cens a la batllia de Lluçà i n'era súbdit segons consta en el primer Capbreu del monestir l'any 1434.